# Oldřichov (district de Přerov)
Pour les articles homonymes, voir Oldřichov.
Oldřichov (en allemand : Ullrichsdorf) est une commune du district de Přerov, dans la région d'Olomouc, en République tchèque. Sa population s'élevait à 116 habitants en 2020.

## Géographie
Oldřichov se trouve à 4,8 km au sud-ouest de Lipník nad Bečvou, à 8 km au nord-est de Přerov, à 23,5 km à l'est-sud-est d'Olomouc et à 233 km à l'est-sud-est de Prague.
La commune est limitée par Osek nad Bečvou à l'ouest, au nord et à l'est, et par Sušice au sud et au sud-ouest.

## Histoire
La première mention écrite de la localité date de 1788.

## Transports
Par la route, Oldřichov se trouve à 6,5 km de Lipník nad Bečvou, à 10 km de Přerov, à 32 km d'Olomouc et à 294 km de Prague.